# 季冠霖
季冠霖（1980年12月30日—），天津人，中国配音演员，2004年毕业于天津师范大学播音主持专业，代表作有《神雕侠侣》中的小龙女、《赤壁》中的小乔、《阿凡达》北影译制版的奈蒂莉、《後宮甄嬛傳》中的甄嬛。季冠霖是中國知名的配音演员，很受制片人和演员的欢迎，媒体称她为“大明星共同的声音”、“大女主背后的女人”。

## 軼事
- 在为《倚天屠龍記》中饰演赵敏的安以轩配音的时候，饰演周芷若的刘竞听過季冠霖的录音后也要求为她配音。在同一部戏里为两个特性完全不同的女主角配音无疑是个巨大的挑战，但季冠霖还是出色的完成工作。[3]

- 她与乔诗语，及两位男配音演员张杰、边江分别组合为多部热门电视剧男女主角配音，故网友戏称中国电视剧都是他们四人在谈恋爱[2]。

## 电影配音

### 华语片
- 2006年
  - 《墨攻》逸悦（范冰冰饰）
  - 《连琐》连琐（黄娟饰）
  - 《白秋练》白秋练（吴晴饰）
  - 《陆小凤传奇之银钩赌坊》陈静静（徐嘉英饰）
- 2007年
  - 《导火线》秋堤（范冰冰饰）
  - 《花花型警》丽莎（钟嘉欣饰）
  - 《镖行天下》沈飞燕（吴晓敏饰）
- 2008年
  - 《买买提的2008》米娜尔（艾丽达娜·艾孜买提饰）
  - 《欣月童话》陶彬（黄伊汶饰）
  - 《叶问》张永成（熊黛林饰）
  - 《温凉珠》小翠（祁潇潇饰）
- 2009年
  - 《赤壁下》小乔（林志玲饰）
  - 《车票》曾雨桐（左小青饰）
  - 《狼灾记》卡雷女（Maggie Q饰）
  - 《风云2》第二梦（蔡卓妍饰）
  - 《拉贝日记》
  - 《奥戈》李念（王晓饰）
- 2010年
  - 《爱如果》文璐（董璇饰）
  - 《大兵小将》歌姬（林鹏饰）
  - 《美丽密令》钟爱芳（蔡卓妍饰）
  - 《未来警察》美莉（范冰冰饰）
  - 《叶问2》张永成（熊黛林饰）
  - 《摇摆de婚约》米亚（吴辰君饰）
  - 《七小罗汉》索索（赵一龙饰）
  - 《剑雨》曾静（杨紫琼饰）、细雨（林熙蕾饰）
  - 《魔侠传之唐吉可德》翠花（林嘉欣饰）
  - 《大玩家》美女（钟欣桐饰）
  - 《李小龙：我的兄弟》曹敏儿（谢婷婷饰）
  - 《镖行天下前传》谷平安（王鸥饰）
- 2011年
  - 《宅男总动员》韩菁（甘婷婷饰）
  - 《奋斗》米莱（沈芳熙饰）
  - 《蔡李佛拳》晶晶（叶璇饰）
  - 《财神客栈》火龙女（蔡卓妍饰）
  - 《夺命心跳》林嫣（林熙蕾饰）
  - 《肩上蝶》杨霖（梁咏琪饰）
  - 《回马枪》苗心（韦娜饰）
  - 《巴黎宝贝》露丝（伊能静饰）
  - 《大武生》席木兰（徐熙媛饰）
  - 《辛亥革命》唐曼柔（王子文饰）
  - 《床下有人》冰儿（何可人饰）
  - 《赛车传奇》小艾（张溪芸饰）
  - 《龙门飞甲》万贵妃（张馨予饰）
  - 《倾城之泪》杨琳（梁咏琪饰）
- 2012年
  - 《大魔术师》李娇（王子文饰）
  - 《嫁个100分男人》叶欣蓉（梁咏琪饰）
  - 《绝色武器》小凤（谢婷婷饰）
  - 《给野兽献花》悠悠（安以轩饰）
- 2013年
  - 《爱神》苏小贝（王子文饰）
  - 《楼》夏立冬（林心如饰）
  - 《临终囧事》白玉洁（文咏珊饰）
  - 《富春山居图》丽莎（林志玲饰）
  - 《盲探》何家彤（郑秀文饰）

### 译制片

#### 长影厂
- 《日本沉没》（日）—阿部玲子（柴崎幸 饰）

#### 八一厂
- 《冷面赤心》（比利时）—碧可（罗莉安·范·登·布洛克 饰）
- 《痴男怨女》（英）—梅格（斯嘉丽·约翰逊 饰）
- 《喜剧明星》（澳大利亚）—克劳迪娅（凯瑟琳·斯拉特里 饰）
- 《误入歧途》（德）—詹妮（唐嘉·温泽尔 饰）
- 《速度与激情之A2狂飙》（德）—莫妮（伊沃妮·施赫尔 饰）
- 《极限空间》（西班牙）—奥莉娃（艾琳娜·巴拉斯托 饰）
- 《迷魂陷阱》（丹麦）—路易丝（劳拉·克里斯坦森 饰）
- 《生死逃亡》（法）—丹妮（艾尔莎·帕塔奇 饰）
- 《侠盗石川》（日）—茶茶（广末凉子 饰）
- 《加勒比海盗4》（美）—安杰丽卡（佩内洛普·克鲁兹 饰）
- 《舞力对决》（英）—卡莱尔（妮可拉·柏莱 饰）

#### 北影厂
- 《变形金刚》（美）—米卡拉（梅甘·福克斯 饰）
- 《变形金刚2》（美）—米卡拉（梅甘·福克斯 饰）
- 《变形金刚3》（美）—卡莉（罗茜·汉丁顿-惠特莉 饰）
- 《2012》（美）—凯特（阿曼达·皮特 饰）
- 《阿凡达》（美）—奈蒂莉（佐伊·萨尔达纳 饰）
- 《猎狼犬》（俄）—尼莉特（叶弗根尼娅·斯维里多娃 饰）
- 《通缉令》（美）—凯茜（克里斯汀·海格 饰）
- 《七龙珠》（美）—琪琪（杰米·钟 饰）
- 《赛车风云》（美）—莱蒂（米歇尔·罗德里格兹 饰）
- 《速度与激情5》（美）—吉赛尔（盖尔·加朵 饰）
- 《超级女特工》（法）—苏茜（玛丽·吉莲 饰）
- 《终结者2018》（美）—凯特（布莱斯·达拉斯·霍华德 饰）
- 《特种部队：眼镜蛇的崛起》（美）—斯凯丽（瑞秋·尼科尔斯 饰）
- 《波西·杰克逊与神火之盗》（美）—安娜贝丝（亚历珊德拉·达达里奥 饰）
- 《爱丽丝梦游仙境》（美）—白皇后（安妮·海瑟薇 饰）
- 《钢铁侠2》（美）—娜塔莎（斯嘉丽·约翰逊 饰）
- 《夺命手机》（美）—卡米拉（塔玛拉·菲尔德曼 饰）
- 《生化危机4》（美）—克莱尔（艾丽·拉特 饰）
- 《创战纪》（美）—葵拉（奥利维亚·维尔德 饰）
- 《关键第四号》（美）—萨拉（迪安娜·阿格隆 饰）
- 《再吻我一次》（意）—维罗妮卡（达妮艾拉·皮亚扎 饰）
- 《奇袭60阵地》（澳大利亚）—玛乔莉（伊莎贝拉·海斯考特 饰）
- 《美少女特攻队》（美）—洋娃娃（艾米莉·布朗宁 饰）

#### CCTV-6
- 《我的B型男友》（韩）—柳河美（韩智慧 饰）
- 《断箭》（美）—泰莉（萨曼莎·玛西丝 饰）
- 《说我愿意》（西班牙）—艾斯泰拉（帕兹·维嘉 饰）
- 《棕榈树》（韩）—车花妍（金有美 饰）
- 《恋爱写真》（日）—里中静流（广末凉子 饰）
- 《奶牛美女》（美）—泰勒（艾莉森·米切尔卡 饰）
- 《再生缘》（印度）—珊蒂（迪皮卡·帕杜柯尼 饰）
- 《罗密欧与朱丽叶》（美）—朱丽叶（克莱尔·丹尼斯 饰）

#### 中录德加拉
- 《决战中的较量》（美）—塔尼娅（蕾切尔·薇兹 饰）
- 《那些最伟大的比赛》（美）—萨拉（阿曼达·提尔森 饰）
- 《空中危机》（美）—斯蒂芬妮（凯特·宾汉 饰）

#### 中录华纳
- 《星尘》（美）—伊薇（克莱尔·丹尼斯 饰）
- 《赎罪》（英）—塞西莉娅（凯拉·奈特莉 饰）
- 《糊涂侦探》（美）—99号（安妮·海瑟薇 饰）

#### 泰盛文化
- 《完美陌生人》（美）—罗温娜（哈莉·贝瑞 饰）

## 電視劇
- 2005年 
  - 《神鵰俠侶》小龍女（劉亦菲飾）
  - 《天下第一》柳生雪姬（黃聖依飾）、柳生飄絮（高圓圓飾）
  - 《風塵三俠之紅拂女》尺素（劉芸飾）
  - 《問君能有幾多愁》周家敏（熊乃瑾飾）
  - 《傳奇皇帝朱元璋》郭惠（邊瀟瀟飾）
  - 《永樂英雄兒女》蠻兒（劉濤飾）
  - 《護花奇緣》官青青（秦嵐飾）
  - 《宋蓮生坐堂》小紅（黃怡飾）
  - 《縣令黃馬褂》大鳳（肖肖飾）
  - 《金茂祥》車嬌豔（王藝璇飾）
  - 《青花》司馬彩雲（陳曦飾）
  - 《月影風荷》姚小越（李健飾）
  - 《恰同學少年》蔡暢（梁婷飾）、劉秀秀（郭菁菁飾）
  - 《誤入軍統的女人》許靜（楊瑩飾）
  - 《礪劍》肖冰冰（張鏑飾）
  - 《站在你背後》池寒香（陳紫函飾）
  - 《相親過大年》趙思涵（楊若兮飾）
- 2006年
  - 《辛追傳奇》辛追（左小青飾）
  - 《昭君出塞》平都（雪菲飾）
  - 《君子好逑》韋環（涂黎曼飾）
  - 《天下》慕容秋（蔣欣飾）
  - 《碧血劍》阿九（孫菲菲飾）
  - 《楚留香傳奇》李紅袖（孫菲菲飾）、雲初（何豔飾）
  - 《鼓上蚤時遷》蓮兒（商蓉飾）
  - 《康熙微服私訪記5》錢香雅（姚馨茜飾）
  - 《楊三姐告狀》楊三娥（楊若兮飾）
  - 《飛花如蝶》棋兒（劉詩詩飾）
  - 《詠春》小饅頭（劉梓妍飾）
  - 《紅幡》鄭馨怡（史妍飾）
  - 《紅色記憶》葉玉清（王菲菲飾）
  - 《雄關漫道》王亞楠（陳懿飾）
  - 《迷局》阿香（陳藝戈飾）
  - 《小城故事》趙馨（王珂飾）
  - 《睡龍神探之情愛保險》娜娜（詹小楠飾）
  - 《誰主中原》長平（蔣林靜飾）
  - 《精武飛鴻》蘇小小（柏妍安飾）、黃夕捷（童唯佳飾）
  - 《新上海灘》阿娣（陰奕彤飾）
- 2007
  - 《大旗英雄傳》水靈光（秋瓷炫飾）
  - 《浣花洗劍錄》脫塵（伊能靜飾）
  - 《日月凌空》謝瑤環（黃聖依飾）
  - 《明宮謎案》玉萍（桑葉紅飾）
  - 《最後的格格》李開心（唐寧飾）
  - 《順娘》馬胭脂（姜鴻飾）
  - 《女人花》陳笑天（賈雨萌飾）
  - 《精武陳真》方志欣（董潔飾）
  - 《將計就計》毓兒（李倩飾）
  - 《家》李瑞玨（黃奕飾）、高淑華（郭凡飾）
  - 《記憶之城》林豔豔（辛一娜飾）
  - 《戰爭目光》周曉虹（李欣凌飾）
  - 《雷霆出擊》向雲（齊丹飾）
  - 《樓王之謎》秦泉（楊若兮飾）
  - 《你是我的夢》李玄琳（妙靈飾）
  - 《蒼天聖土》倚闌（邊瀟瀟飾）
  - 《跤王》蓮花（陳姝飾）
  - 《相逢何必曾相識》林欣華（李麗珍飾）
  - 《逃亡香格里拉》竹香（周顯欣飾）
- 2008
  - 《母儀天下》傅瑤（桑葉紅飾）、司馬良娣（張媛儀飾）
  - 《怒海雄心》顏海英（李彩樺飾）
  - 《少林僧兵》李若蘭（劉瑩飾飾）
  - 《鹿鼎記》蘇荃（胡可飾）、陳圓圓（寧靜飾）
  - 《少年訟師紀曉嵐》吳師師（伊能靜飾）
  - 《寧為女人》沈桂花（杜薇飾）
  - 《鳳穿牡丹》郁芷嵐（應采兒飾）
  - 《大珍珠》寧曉娟（洪豔飾）
  - 《深宅》白玉蘭（秦嵐飾）
  - 《虎山行》歐陽雪（楊恭如飾）
  - 《大國醫》彩鳳鳴（韓曉飾）、劉王氏（王潭飾）
  - 《走西口》裘巧巧（張嘉文涵飾）
  - 《霧柳鎮》紫蘇（李鈺飾）
  - 《海狼行動》秦坤（李欣淩飾）
  - 《霧都魅影》葉雨寒（朱紫汶飾）
  - 《最後的較量》林茶茶（宋佳飾）
  - 《幽靈計畫》周雪（朱婷飾）
  - 《國家寶藏之覲天寶匣》趙穎（呂一飾）
  - 《鎖清秋》李月娥（伊能靜飾）、陸無雙（肖雨雨飾）、姜佩容（張笛飾）、水仙（秦瑋瓏飾）、戚姐（李莎飾）
  - 《根在中原》阿嬌（劉寅文飾）
- 2009
  - 《倚天屠龍記》趙敏（安以軒飾）、周芷若（劉競飾）
  - 《牛郎織女》織女（安以軒/姜祉羽飾）
  - 《難為女兒紅》向陽紅（梁又琳/樊雨楓飾）
  - 《誰知女人心》孫夢瑤（吳婷飾）
  - 《新一剪梅》蘇雯音（穆婷婷飾）
  - 《無間有愛》小雪（王麗坤飾）
  - 《大瓷商》衛秋禾（伊能靜飾）
  - 《丐俠傳奇》馬桂花（劉玫麟飾）
  - 《關中槍聲》秋香（海陸飾）
  - 《驚天陰謀》凌沛瑤（海陸飾）
  - 《虎膽雄心》許曼華（唐莉飾）
  - 《神槍手》徐暖暖（于越飾）
  - 《國歌》顧惜音（涂黎曼飾）
  - 《鄧子恢》李素琴（李海鴿飾）
  - 《民主之瀾》蒲英（王雪菁飾）
  - 《迷霧重重》孔雀（王力可飾）
  - 《單親媽媽》安秀妍（陳松伶飾）
  - 《東京生死戀》藍扣子（黃聖依飾）
  - 《迷失洛杉磯》安琪拉（安雅飾）
  - 《封神榜之武王伐紂》鄧嬋玉（齊芳飾飾）、火靈聖母（李琳琳飾）、金靈聖母（吳翔琪飾）
  - 《西遊記》楊柳觀音（劉濤飾）、騎犼觀音（楊小琳飾）、嫦娥（劉瑩飾）、真真（劉添月飾）、玉面狐狸（王怡飾）、絲絲（邱曄飾）、白鼠精（于娜飾）
  - 《中國式相親》安琪（曹曦文飾）
- 2010
  - 《美人心計》竇漪房（林心如飾）
  - 《楊貴妃秘史》小玉環（周栩飾飾）
  - 《三國》小喬（趙柯飾）
  - 《黛玉傳》尤三姐（申屠佳惠飾）
  - 《吳承恩與西遊記》牛玉鳳（馬蘇飾）
  - 《歡喜婆婆俏媳婦》佟金玉（戴嬌倩/董慧飾）
  - 《良家婦女》汪雪梅（張曦文飾）
  - 《來不及說我愛你》程謹之（齊芳飾飾）
  - 《等到勝利那一天》梅雲（孫菲菲飾）
  - 《猛獁敢死隊》海婭娜（李宜璿飾）
  - 《第五空間》梅映佳（劉思言飾）
  - 《一路格桑花》安靜（趙柯飾）
  - 《你是我的生命》南冰潔（趙冉飾）
  - 《大愛無聲》柳絲語（傅晶飾飾）
  - 《青春旋律》田惠（衛詩雅飾）
  - 《單身女王》吳淑（宮媛飾）、顧芳芳（黃子文飾）
  - 《夏家三千金》夏友善（戚薇飾）
  - 《靈珠》丁瑤/仙樂（鐘欣桐飾）
  - 《春光燦爛豬九妹》白晶晶（鄧莎飾）
  - 《天地姻緣七仙女》小龍女（李依曉飾）、金蠍（于娜飾）
  - 《水滸傳》顧大嫂（胡可飾）、潘金蓮（甘婷婷飾）、白秀英（王雯婷飾）
  - 《丐世英豪》六姨（姚黛瑋飾）
  - 《內線》小玉（閆福榮飾）
  - 《新永不瞑目》歐陽蘭蘭（張儷飾）
  - 《溫州人在巴黎》劉燕（苑冉飾）
- 2011
  - 《宮》年素言（佟麗婭飾）
  - 《畫皮》小唯（薛凱琪飾）
  - 《碧波仙子》紅魚兒（孫菲菲飾）
  - 《西遊記》白鼠精（何琢言飾）、觀音（劉濤飾）
  - 《大唐女巡按》謝瑤環（鐘欣桐飾）
  - 《美人天下》武媚娘（張庭飾）
  - 《傾世皇妃》馬馥雅（林心如飾）
  - 《後宮》邵春華（安以軒飾）、王皇后（袁心冉飾）
  - 《後宮甄嬛傳》甄嬛（孫儷飾）
  - 《新還珠格格》含香（麥迪娜·買買提飾）
  - 《辛亥革命》秋瑾（蕭薔 飾）、宋慶齡（文清飾）
  - 《開天闢地》楊開慧（張萌飾）
  - 《聖堂風雲》段霓桑（韓曉飾）
  - 《掩護》宮麗（劉濤飾）
  - 《盛女的黃金時代》梁爽（王麗坤飾）
  - 《王的女人》呂雉（陳喬恩飾）
  - 《烽火兒女情》蘇雨桐（朱紫汶飾）
  - 《穆桂英掛帥》趙書穎（尹航飾）
  - 《七俠五義人間道》蕭璟（徐麒雯飾）
  - 《黃梅戲宗師傳奇》邢繡娘（曹曦文飾）
  - 《被遺棄的秘密》萬玲丹（周牧茵飾）
  - 《青城緣》丁月（傅晶飾）
  - 《抗日奇俠》童可心（白雨飾）
  - 《一觸即發》榮華（李玥飾）
  - 《歡樂元帥》小龍女（蔡卓妍飾）
  - 《楚留香新傳》田田（李宛儀飾）、櫻子（張藝霖飾）、石繡雲（黃娟飾）、張潔潔（夏清飾）
- 2012
  - 《宮鎖珠簾》玉漱（張嘉倪飾）
  - 《天涯明月刀》周婷（張檬飾）
  - 《夢回唐朝》武媚娘（王力可飾）
  - 《傾城雪》江佩芸（張嘉倪飾）
  - 《傾城絕戀》素瑩（王珂飾）
  - 《賞金獵人》洛琴心（江鎧同飾）、神秘女（舒暢飾）
  - 《笑紅顏》二太太（翁虹飾）
  - 《刺青海娘》龍雲朵（秦子越飾）
  - 《亂世佳人》張蓮心（唐嫣飾）
  - 《馬永貞》段冷翠（徐熙顏飾）
  - 《步步殺機》羅珊珊（甄錫飾）
  - 《箭在弦上》徐一航（蔣欣飾）
  - 《戰火西北狼》夏嬋（朱虹飾）
  - 《奸細》林薇（趙小熠飾）
  - 《親愛的，回家》程樺（韓雪飾）
  - 《囧人的幸福生活》梁美麗（關悅飾）
  - 《深宮諜影》冷雪雁（劉娜萍飾）、靜妃（穆婷婷飾）、皇貴妃（廖碧兒飾）
  - 《王的女人》呂樂（陳喬恩飾）
  - 《美人無淚》哲哲（蔡少芬飾）
  - 《詠春傳奇》方七娘（周揚飾）
  - 《九河入海》海李氏（林心如飾）
  - 《獵殺》蘇雅（甄錫飾）
  - 《摩登女婿》胡小優（杜十五飾）
  - 《文家的秘密》俞露（甘婷婷飾）
- 2013
  - 《笑傲江湖》東方不敗（陳喬恩飾）
  - 《追魚傳奇》金牡丹（戴嬌倩飾）
  - 《畫皮之真愛無悔》小唯（白冰飾）
  - 《陸貞傳奇》沈碧（唐藝昕飾）、玉翹（江鎧同飾）
  - 《隋唐演義》楊玉儿（王力可飾）
  - 《精忠岳飛》李孝娥（林心如飾）
  - 《烽火佳人》佟毓婉（舒暢飾）
  - 《像火花像蝴蝶》宋永芳（江一燕飾）
  - 《X女特工》鍾離（唐嫣飾）
  - 《愛情自有天意》程曦（戚薇飾）
  - 《天天有喜》白八姐（陳紫函飾）
  - 《天龍八部》王語嫣（張檬飾）
  - 《唐宮燕》孟芙（劉心悠飾）
  - 《蘭陵王》鄭兒（毛林林飾）
  - 《爱情悠悠药草香》黄采薇（娄艺潇飾）
- 2014
  - 《少年神探狄仁杰》武媚娘（林心如飾）
  - 《新京華煙雲》姚木蘭（李晟飾）
- 2015
  - 《華胥引之絕愛之城》慕容安（甘婷婷飾）
  - 《仙俠劍》何玉鳳（劉庭羽飾）
  - 《大漢情緣之雲中歌》霍成君（楊蓉飾）
  - 《乾隆秘史》薛蕪君（周庭伊飾）
  - 《秦時明月》月神（朱虹飾）
  - 《芈月傳》芈月（孫儷飾）
- 2016
  - 《煮婦神探》苟吉祥（李小璐飾）
  - 《秀麗江山之長歌行》陰麗華（林心如飾）
  - 《劉海戲金蟾》九公主（陳紫函飾）、妘嬋（江祖平飾）
  - 《新蕭十一郎》沈璧君（甘婷婷飾）
  - 《新邊城浪子》馬芳鈴（張馨予飾）
  - 《青雲志》陸雪琪（楊紫飾）
  - 《錦繡未央》李未央（唐嫣飾）
  - 《放棄我抓緊我》厲薇薇（陳喬恩飾）
- 2017
  - 《南京愛情》周淑慧 （黃曼 飾）
  - 《那片星空那片海》沈螺（郭碧婷飾）
  - 《孤芳不自賞》白娉婷（Angelababy飾）
  - 《三生三世十里桃花》白淺（楊冪飾）
  - 《思美人》莫愁女 （張馨予 飾）
  - 《繁星四月》葉繁星 （戚薇 飾）
  - 《擇天記》神女 （高洋 飾）
  - 《醉玲瓏》鳳卿塵(劉詩詩飾)
  - 《開封府》 劉娥 （甘婷婷 飾）
  - 《傳奇大亨》玫瑰 （陳喬恩 飾）
  - 《那片星空那片海第二季》陸漓 （郭碧婷 飾）
  - 《天淚傳奇之鳳凰無雙》繆芊芊/聶無雙 （王麗坤 飾）
  - 《不負如來不負卿》祁婆 （朱研 飾）
  - 《端脑》 小冬 （戚薇 飾）
- 2018
  - 《苏茉儿传奇》 苏茉儿 （杜若溪 饰）
  - 《談判官》 童薇 （楊冪 饰）
  - 《想看你微笑》沈尋 （趙多娜 飾）
  - 《夜天子》    擔任配音指導
  - 《客家風雲》竹煙 （李依曉 飾）
- 2019
  - 《宸汐緣》靈汐 （倪妮 飾）
  - 《獨孤皇后》獨孤伽羅 （陳喬恩 飾）
  - 《全職高手》陳果 （江疏影 飾）
  - 《掩不住的陽光》蘇梅 （金晨 飾）
- 2020
  - 《絕代雙驕》邀月 （毛林林 飾）
  - 《大侠霍元甲》王雲影 （毛林林 飾）
  - 《三生三世枕上書》白淺 （楊冪 飾）
  - 《新世界》柳如絲 （李纯 飾）
  - 《哪吒降妖記》觀音  （陶慧敏 飾）
  - 《兩世歡》風眠晚 （陳鈺琪 飾）
  - 《長安諾》賀蘭茗玉 （趙櫻子 飾）
  - 《最好的时代》林真一  （胡冰卿 飾）
  - 《好妻子》周心妍  （周麟嘉 飾）
  - 《東四牌樓東》佟麗華 （郝蕾 飾）
- 2021
  - 《司藤》司藤 （景甜 飾）
  - 《千古玦塵》上古（周冬雨 飾）
  - 《風暴舞》周子萱 （古力娜扎 飾）
  - 《衡山醫院》白茱莉  （孫銥 飾）
  - 《絕密使命》賴西諾  （牟星 飾）
- 2022
  - 《且試天下》百里氏 （李若彤 飾）
  - 《唐朝詭事錄》公主 （岳麗娜 飾）
- 2023
  - 《谯国夫人》冼英 （葉璇 飾）
- 2024
  - 《祈今朝》洛昭言  （萬鵬 飾）
  - 《大唐狄公案》武后  （鐘楚曦 飾）

## 动画

### 網路動畫
- 《全職高手》陳果
- 《魔道祖師》虞紫鳶
- 《全職高手2》陳果

### 剧场版
- 《巴特拉尔传说》北璐玲
- 《摩尔庄园冰世纪》么么
- 《魁拔之十万火急》阿离
- 《名侦探柯南：漆黑的追踪者》（日）—毛利兰、吉井丽莎
- 《名侦探柯南：沉默的15分钟》（日）—毛利兰
- 《名侦探柯南：业火的向日葵》（日）—毛利兰
- 《奇妙仙子与失落的宝藏》（美）—维奥拉、莉莉娅
- 《大魚海棠》椿

### TV版
- 《三国演义》貂蝉
- 《魔角侦探》韩佳薇

## 游戏
※粗體字表示說明主要角色

### 网络游戏
- 《神话·倩女幽魂》聂小倩

### 单机游戏
- 《仙剑奇侠传四》九天玄女
- 《仙剑奇侠传五》（大陸版）唐雨柔[4]
- 《仙劍奇俠傳五前傳》暮菖蘭
- 《軒轅劍陸》瑚月
- 《仙劍奇俠傳六》明繡

### 手机游戏
- 《新仙剑奇侠传》九天玄女、林青兒

- 《決戰！平安京》青行燈

- 《王者荣耀》杨玉环-寅虎心曲